# جيليان سبنسر
جيليان سبنسر (بالإنجليزية: Gillian Spencer)‏ هي كاتبة سيناريو أمريكية، ولدت في 18 ديسمبر 1939.

## وصلات خارجية
- جيليان سبنسر على موقع IMDb (الإنجليزية)
- جيليان سبنسر على موقع قاعدة بيانات برودواي على الإنترنت (الإنجليزية)
- جيليان سبنسر على موقع قاعدة بيانات الفيلم (الإنجليزية)
- جيليان سبنسر على موقع كينوبويسك (الروسية)